# Bou Azzer
Bou Azzer is een district in Marokko. Het ligt in Tazenakht zo'n 180 kilometer ten zuidwesten van Marrakesh in de provincie Ouarzazate. Het district ligt in de Anti-Atlas op ongeveer 35 kilometer van Ouarzazate.

## Mijnbouw
Bou Azzer staat bekend als een vindplaats van veel, ongeveer 245, verschillende mineralen, waarvan er veel als erts worden gewonnen. Zo wordt er veel kobalt (70%), arseen, goud, zilver, nikkel en molybdeen gewonnen. Bou Azzer is onder andere de typelocatie voor:
- Arhbariet
- Bouazzeriet
- Irhtemiet
- Maghrebiet
- Nikkelaustiniet
- Wendwilsoniet

### Geologie
De ertsen en mineralen worden voornamelijk gevonden in een Precambrische ader, uit het tijdvak Vendien, die zich over ongeveer 35 kilometer uitstrekt langs het Draa-plateau. De lithologieën hier zijn serpentiniet, granodioriet, gabbro, gneisen en diorieten. Het tijdstip van mineralisatie wordt gedateerd op Perm tot Trias.

## Websites
- (en)  mindat.org. Bou Azzer mining district, Drâa-Tafilalet Region, Morocco
- (fr)  Mijnbouwinformatie over Bou Azzer